# تجارة النفايات العالمية
تجارة النفايات العالمية هي التجارة الدولية للنفايات بين الدول لمزيد من المعالجة أو التخلص أو إعادة التدوير. غالبًا ما يتم استيراد النفايات السامة أو الخطرة من قبل الدول النامية من الدول المتقدمة.
يصف تقرير البنك الدولي ما هي النفايات: كمية النفايات الصلبة المنتجة في بلد معين. على وجه التحديد، البلدان التي تنتج المزيد من النفايات الصلبة هي أكثر تطوراً اقتصادياً وأكثر تصنيعاً. يشرح التقرير أنه بشكل عام، كلما ارتفعت التنمية الاقتصادية ومعدل التحضر، زادت كمية النفايات الصلبة الناتجة." لذلك، فإن بلدان الشمال، والتي هي أكثر تطوراً وتحضراً من الناحية الاقتصادية، تنتج نفايات صلبة أكثر من بلدان الجنوب.
تتبع التدفقات التجارية الدولية الحالية للنفايات نمطًا من النفايات التي يتم إنتاجها في دول الشمال ويتم تصديرها إلى دول الجنوب والتخلص منها. هناك عوامل متعددة تؤثر على الدول التي تنتج النفايات وبأي حجم، بما في ذلك الموقع الجغرافي ودرجة التصنيع ومستوى الاندماج في الاقتصاد العالمي.

وقد ربط العديد من الباحثين والباحثين الزيادة الحادة في تجارة النفايات والآثار السلبية لتجارة النفايات بانتشار السياسة الاقتصادية النيوليبرالية.    مع التحول الاقتصادي الكبير نحو السياسة الاقتصادية النيوليبرالية في الثمانينات، سهّل التحول نحو سياسة "السوق الحرة" الزيادة الحادة في تجارة النفايات العالمية. هنري جيروكس، رئيس الدراسات الثقافية بجامعة ماك ماستر، يقدم تعريفه للسياسة الاقتصادية النيوليبرالية: 
 «النيوليبرالية (الليبرالية الجديدة)... تزيل الاقتصاد والأسواق من خطاب الالتزامات الاجتماعية والتكاليف الاجتماعية. . . . كسياسة ومشروع سياسي، تلتزم النيوليبرالية بخصخصة الخدمات العامة، وبيع وظائف الدولة، وإلغاء الضوابط المالية والعمل، والقضاء على دولة الرفاه والنقابات، وتحرير التجارة في السلع واستثمار رأس المال، وتسويق سلعة المجتمع.»  
 بالنظر إلى هذا البرنامج الاقتصادي للخصخصة، تستند النيوليبرالية إلى توسيع اتفاقيات التجارة الحرة وإنشاء حدود مفتوحة لأسواق التجارة الدولية. إن تحرير التجارة، وهي سياسة اقتصادية نيوليبرالية يتم فيها تحرير التجارة تمامًا، ولا تترك أي تعريفات أو حصص أو أي قيود أخرى على التجارة الدولية، تهدف إلى تعزيز اقتصادات البلدان النامية وإدماجها في الاقتصاد العالمي. يزعم النقاد أنه على الرغم من أن تحرير التجارة في السوق الحرة كان مصممًا لإتاحة الفرصة لأي بلد للوصول إلى النجاح الاقتصادي، إلا أن عواقب هذه السياسات كانت مدمرة بالنسبة لبلدان الجنوب، مما أدى إلى شل اقتصادياتهم بشكل أساسي في منطقة الشمال.  حتى المؤيدين مثل صندوق النقد الدولي يقول، «تقدم التكامل لم يكن متكافئًا في العقود الأخيرة» 
على وجه التحديد، كانت البلدان النامية مستهدفة بسياسات تحرير التجارة لاستيراد النفايات كوسيلة للتوسع الاقتصادي. تجادل السياسة الاقتصادية النيوليبرالية الهادفة أن الطريق إلى الاندماج في الاقتصاد العالمي هو المشاركة في تحرير التجارة والتبادل في أسواق التجارة الدولية. يزعمون أن البلدان الأصغر حجماً، التي لديها بنية تحتية أقل، وثروة أقل، وقدرة تصنيع أقل، يجب أن تأخذ في نفايات خطرة كوسيلة لزيادة الأرباح وتحفيز اقتصاداتها.

## النقاش الحالي حول تجارة النفايات العالمية

### الحجج الداعمة لتجارة النفايات العالمية
يجادل المؤيدون الحاليون لتجارة النفايات العالمية بأن استيراد النفايات هو معاملة اقتصادية يمكن أن تفيد البلدان التي لديها القليل لتقدمه للاقتصاد العالمي.  يمكن للبلدان التي لا تملك القدرة الإنتاجية لتصنيع منتجات عالية الجودة استيراد النفايات لتحفيز اقتصادها.

أصدر لورنس سمرز، الرئيس السابق لجامعة هارفارد وكبير الاقتصاديين بالبنك الدولي، مذكرة سرية تدافع عن تجارة النفايات العالمية في عام 1991. ذكر فيها: 
 «أعتقد أن المنطق الاقتصادي وراء إلقاء حمولة من النفايات السامة في أقل البلدان من حيث الأجور لا تشوبه شائبة ويجب أن نواجه ذلك... لقد اعتقدت دائمًا أن البلدان في إفريقيا معرضة للتلوث بشكل كبير؛ وربما تكون جودة الهواء منخفضة إلى حد كبير مقارنة بلوس أنجلوس... أرى أنه من الجيد أن يشجع البنك الدولي المزيد من هجرة الصناعات القذرة إلى أقل البلدان نمواً؟»  
 يوضح هذا الموقف، الذي يحفزه بشكل أساسي الاقتصاد والأرباح المالية على وجه الخصوص، الحجة الرئيسية لتجارة النفايات العالمية. نشر معهد كاتو مقالًا يدعم التجارة العالمية للنفايات يشير إلى أن «هناك القليل من الأدلة على أن النفايات الخطرة، والتي غالبًا ما تكون مسرطنة مزمنة، تساهم في معدلات الوفيات في البلدان النامية.»  بالتفصيل حول هذه النقطة، يجادل المقال بأن «الناس في البلدان النامية سيقبلون بعقلانية التعرض المتزايد للملوثات الخطرة في مقابل فرص لزيادة إنتاجيتهم، وبالتالي دخلهم».
بشكل عام، تستند الحجة الخاصة بتجارة النفايات العالمية إلى حد كبير إلى تصور مفاده أن البلدان النامية بحاجة إلى تعزيز تنميتها الاقتصادية. يشير المؤيدون إلى أنه عند الانخراط في التجارة العالمية للنفايات، فإن البلدان النامية في دول الجنوب ستوسع اقتصاداتها وتزيد أرباحها. 

### انتقادات لتجارة النفايات العالمية
يزعم منتقدو تجارة النفايات العالمية أن الافتقار إلى التنظيم والسياسات الفاشلة قد سمح للدول النامية بأن تصبح ساحات نفايات سامة للنفايات الخطرة. إن الكميات المتزايدة باستمرار من النفايات الخطرة التي يتم شحنها إلى البلدان النامية تزيد من الخطر غير المتناسب الذي يواجهه الناس في هذه الدول. يؤكد منتقدو تأثيرات التجارة العالمية للنفايات على الكم الهائل من النفايات الخطرة التي يجب على الناس في البلدان الفقيرة التعامل معها. كما يسلطون الضوء على حقيقة أن معظم النفايات الخطرة في العالم تنتجها الدول الغربية (الولايات المتحدة وأوروبا)، ومع ذلك فإن الأشخاص الذين يعانون من آثار صحية سلبية من هذه النفايات هم من الدول الأكثر فقراً التي لم تنتج النفايات.

أعرب العديد من النشطاء والمنظمين وخبراء البيئة من المناطق المتأثرة في دول الجنوب عن خيبة أملهم إزاء السياسات العالمية لتجارة النفايات. يجادل إيفو موراليس، الرئيس السابق لبوليفيا، ضد النظام الاقتصادي الحالي الذي يفرض استغلال بلده وشعبه قائلا: 
 "إذا أردنا إنقاذ كوكب الأرض، لإنقاذ الحياة والإنسانية، علينا واجب وضع حد للنظام الرأسمالي. ما لم نضع حداً للنظام الرأسمالي، فمن المستحيل أن نتخيل أنه ستكون هناك مساواة وعدالة على كوكب الأرض هذا. لهذا السبب أعتقد أنه من المهم وضع حد لاستغلال البشر ونهب الموارد الطبيعية، ووضع حد للحروب المدمرة للأسواق والمواد الخام، ونهب الطاقة، وخاصة الوقود الأحفوري، إلى الاستهلاك المفرط للبضائع وتراكم النفايات. النظام الرأسمالي يسمح لنا فقط بتكديس النفايات.  
 يشرح جان فرانسوا كواديو، وهو مواطن أفريقي يعيش بالقرب من موقع نفايات سامة في ساحل العاج، تجربته بتأثيرات المواد السامة المتبقية في مجتمعه. مع قيام الشركات الغربية الكبرى بإلقاء نفاياتها السامة في ساحل العاج، فقدت كواديو طفلين بسبب آثار النفايات السامة. يصف فقدان ابنته الثانية آما غريس، وكيف قال الأطباء "إنها عانت من سكر الدم الحاد الناجم عن النفايات السامة".  بالإضافة إلى النقاد من العالم الجنوبي، بدأ الباحثون والعلماء في الغرب ينتقدون التوزيع غير المتكافئ للآثار السلبية التي تسببها إلقاء النفايات الخطرة. تقول Dorceta Taylor ، الأستاذة بجامعة ميشيغان، كيف تتأثر "نساء الملونات" في الولايات المتحدة بشكل غير متناسب بهذه السياسات: 
 "كانت النساء الملونات في طليعة الكفاح من أجل لفت الانتباه إلى القضايا التي تدمر مجتمعات الأقليات - قضايا مثل التخلص من النفايات الخطرة، والتعرض للسموم؛. . . مجتمعاتهم، وبعض أكثر البيئات تدهوراً... هي مستودعات لمخلفات الإنتاج الرأسمالي والاستهلاك المفرط. نتيجة لذلك، كانوا في طليعة الكفاح من أجل العدالة البيئية؛ إنهم مؤسسو المجموعات البيئية، والناشطين على مستوى القاعدة، والباحثين، ومنظمي المؤتمرات، وقادة ورش العمل، وجماعات الضغط، ومنظمي الحملات والمجتمع. "  
 يقول TV Reed ، أستاذ الدراسات الإنجليزية والأمريكية في جامعة ولاية واشنطن، إن العلاقة بين الاستعمار التاريخي والاستعمار السام تستند إلى تصورات للأراضي الأصلية بأنها "مضيعة". ويقول بأن الثقافات الغربية اعتبرت أرض السكان الأصليين "متخلفة" و "خالية"، وبالتالي فإن السكان الذين يعيشون فيها أقل "تحضراً". باستخدام المباني التاريخية للاستعمار، يستنسخ الاستعمار السام هذه الحجج نفسها من خلال تعريف الأرض الجنوبية بأنها مستهلكة للنفايات الغربية.

#### الاستعمار السام
الاستعمار السام، يعرف بأنه العملية التي تستخدم «الدول المتخلفة كبدائل غير مكلفة لتصدير أو التخلص من نفايات خطرة من قبل الدول المتقدمة»، هو النقد الأساسي ضد تجارة النفايات العالمية. يمثل الاستعمار السام السياسة الاستعمارية الجديدة التي تواصل الحفاظ على عدم المساواة العالمية اليوم من خلال أنظمة التجارة غير العادلة. يستخدم الاستعمار السمي مصطلح الاستعمار لأن «خصائص الاستعمار، التي تنطوي على التبعية الاقتصادية، واستغلال العمل، وعدم المساواة الثقافية ترتبط ارتباطًا وثيقًا بالمجال الجديد لاستعمار النفايات السامة.»

## النفايات الإلكترونية
تشير النفايات الإلكترونية، إلى الأجهزة الكهربائية أو الإلكترونية المهملة. هناك ناتج فائض متزايد بسرعة من النفايات الإلكترونية حول العالم عن التطور التكنولوجي السريع والتغيرات في الوسائط (الأشرطة والبرامج و MP3) وهبوط الأسعار والتقادم المخطط له . يتم إنتاج ما يقدر بنحو 50 مليون طن من النفايات الإلكترونية كل عام، ومعظمها يأتي من الولايات المتحدة وأوروبا. يتم شحن معظم هذه النفايات الإلكترونية إلى البلدان النامية في آسيا وأفريقيا لتتم معالجتها وإعادة تدويرها.
حققت دراسات مختلفة في الآثار البيئية والصحية لهذه النفايات الإلكترونية على الأشخاص الذين يعيشون ويعملون حول مقالب النفايات الإلكترونية. تتسرب المعادن الثقيلة والسموم والمواد الكيميائية من هذه المنتجات المهملة إلى مجاري المائية المحيطة والمياه الجوفية، مما يسمم السكان المحليين. يتعرض الأشخاص الذين يعملون في هذه المقالب، والأطفال المحليون الذين يبحثون عن أشياء لبيعها، والأشخاص الذين يعيشون في المجتمعات المحيطة بها، لهذه السموم القاتلة.
إحدى المدن التي تعاني من النتائج السلبية لتجارة النفايات الخطرة هي مدينة جوي، الصين، والتي سميت بأنها مكب نفايات إلكتروني في العالم. قد يكون أكبر مكب للنفايات الإلكترونية في العالم، حيث يقوم العمال بتفكيك أكثر من 1.5 مليون رطل من أجهزة الكمبيوتر غير المرغوب فيها والهواتف المحمولة والأجهزة الإلكترونية الأخرى سنويًا. 

## محرقة الرماد
محرقة الرماد هي الرماد الناتج عندما تحرق المحارق النفايات من أجل التخلص منها. يحتوي الترميد على العديد من الآثار الملوثة والتي تشمل إطلاق غازات خطرة مختلفة، والمعادن الثقيلة، وثاني أكسيد الكبريت.

### حادثة بحر خيان
كمثال على التخلص من رماد المحارق الذي تم إلقاؤه على دول الجنوب من قبل دول الشمال في تبادل تجاري غير عادل هو حادث التخلص من نفايات بحر خيان . كانت سفينة الشحن، خيان سي، التي تحمل 14000 طن من الرماد من محرقة في فيلادلفيا، تتخلص من نفاياتها. ومع ذلك، بعد أن رفضت من قبل جمهورية الدومينيكان وبنما وهندوراس وبرمودا وغينيا بيساو وجزر الأنتيل الهولندية، قام طاقم السفينة أخيرًا بإلقاء جزء من الرماد بالقرب من هايتي. بعد تغيير اسم السفينة مرتين لمحاولة إخفاء الهوية الأصلية، لا تزال السنغال والمغرب واليمن وسريلانكا وسنغافورة تحظر دخول السفينة. بناء على الرفض الثابت، يُعتقد أن الرماد تم التخلص منه في المحيطين الأطلسي والمحيط الهندي. في أعقاب هذه الكارثة المتمثلة في التعامل مع النفايات الخطرة، حظرت الحكومة الهايتية جميع واردات النفايات، مما أدى إلى حركة للتعرف على جميع العواقب الوخيمة لهذه التجارة العالمية في النفايات. استنادًا إلى حادثة التخلص من النفايات في بحر خيان والأحداث المشابهة، تمت كتابة اتفاقية بازل لمقاومة ما يعرف بالدول النامية باسم «الاستعمار السام». كان مفتوحًا للتوقيع في مارس 1989 ودخل حيز التنفيذ في مايو 1992.  لقد وقعت الولايات المتحدة المعاهدة، لكنها لم تصدق عليها بعد.

## النفايات الكيميائية
النفايات الكيميائية هي النفايات الزائدة وغير القابلة للاستخدام من المواد الكيميائية الخطرة، والتي تنتجها المصانع الكبيرة بشكل رئيسي. من الصعب للغاية ومكلف التخلص منها. يفرض العديد من المشاكل والمخاطر الصحية عند التعرض، ويجب معالجته بعناية في مرافق معالجة النفايات السامة.

### إلقاء إيطاليا للمواد الكيميائية الخطرة في نيجيريا
ومن الأمثلة على النفايات الكيميائية التي يتم تصديرها من دول الشمال إلى الجنوب قيام رجل أعمال إيطالي يسعى إلى تجنب اللوائح الاقتصادية الأوروبية. زُعم أن 4000 رجل أعمال قاموا بتصدير 4000 طن من النفايات السامة، تحتوي على 150 طنًا من مركبات ثنائي الفينيل متعدد الكلور أو مركبات ثنائي الفينيل متعدد الكلور، قاموا بتقديم 4.3 مليون دولار لشحن نفايات خطرة إلى نيجيريا. نشرت مجلة Fordham Environmental Law Review مقالة تشرح آثار النفايات السامة المفروضة على نيجيريا بمزيد من التفصيل: 
 «قامت الشركة الإيطالية بتغيير ملصقات حاويات القمامة على أنها سماد، وقامت بخدعة عامل أخشاب متقاعد أمي للموافقة على تخزين السم في فناء منزله الخلفي في ميناء كوكو على النهر النيجيري مقابل أقل من 100 دولار في الشهر. تعرضت هذه المواد الكيميائية السامة لأشعة الشمس الحارقة ولعب الأطفال في مكان قريب.فتسربت إلى نهر كوكو مما أدى إلى وفاة تسعة عشر قرويا الذين أكلوا الأرز الملوث من مزرعة قريبة.»  
 هذا مجرد مثال واحد على كيفية تأثير التدفقات التجارية التقليدية، من الدول الغربية المتقدمة، بشكل حاد وغير عادل وغير متناسب على البلدان النامية في الجنوب .

### تفكيك السفن في آسيا

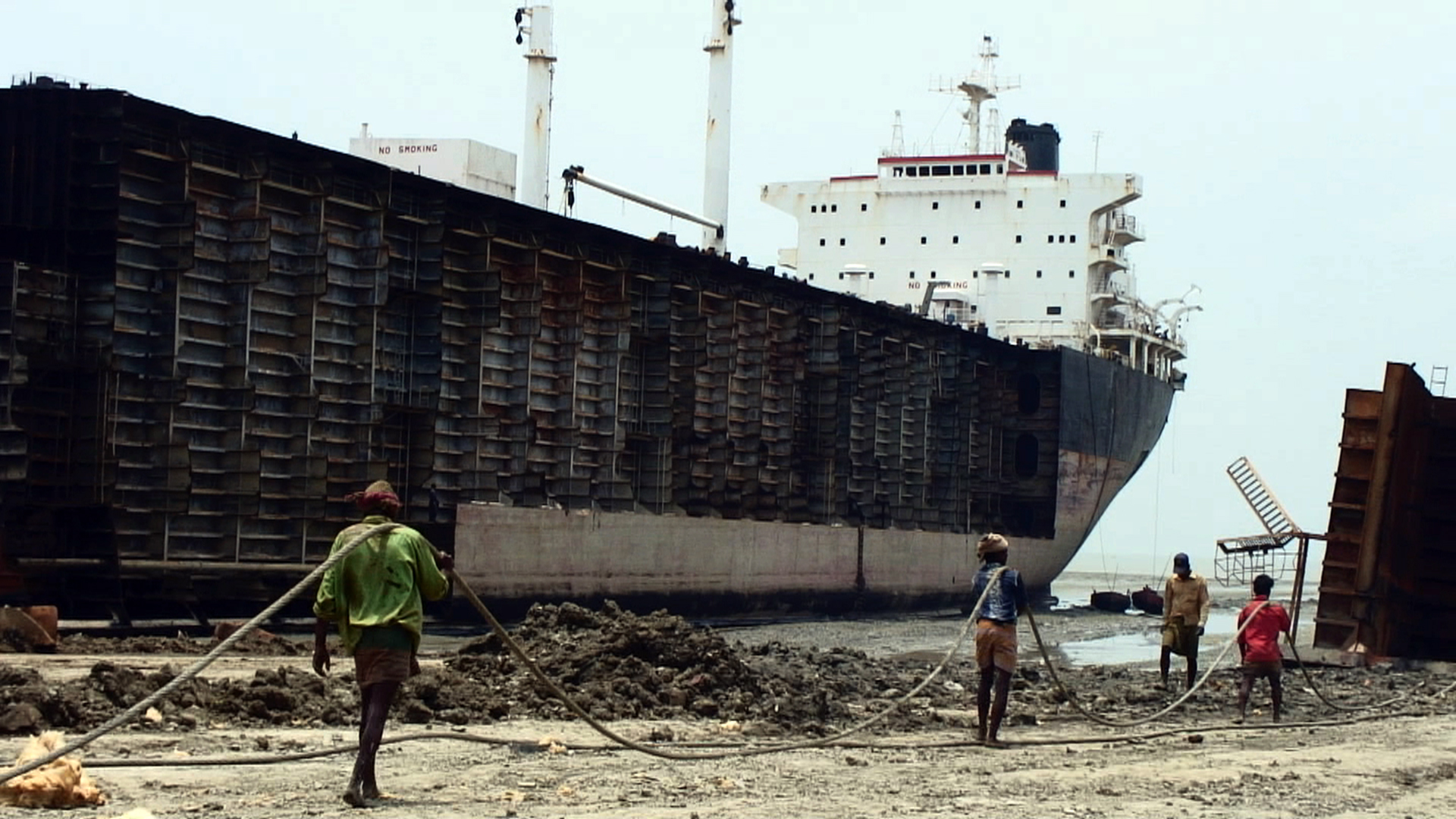
تفكيك السفن في شيتاغونغ ، بنغلاديش

هناك خطر آخر على البلدان النامية وهو القضية المتنامية المتمثلة في تفكيك السفن، والتي تحدث بشكل رئيسي في آسيا. البلدان الصناعية التي تسعى إلى تقاعد السفن المستخدمة تجد أن إرسال هذه السفن إلى آسيا أرخص لتفكيكها. تعتبر الصين وبنجلاديش مركزين لتفكيك السفن في آسيا. تكمن إحدى القضايا الرئيسية في حقيقة أن هذه السفن التي أصبحت متقادمة ولا يمكنها العمل، تم بناؤها في وقت كانت التشريعات البيئية منعدمة. أظهر باحثون الأثر الهائل لهذا القطاع التجاري السام الجديد على العمال والبيئة لاحتواء السفن الأقدم على مواد ضارة بالصحة مثل الأسبست، وأكسيد الرصاص، وكرومات الزنك، والزئبق، والزرنيخ، وتريبوتيلتين.  بالإضافة إلى ذلك، يفتقر العاملون في تفكيك السفن في الصين والبلدان النامية الأخرى إلى المعدات أو المعدات الواقية المناسبة عند التعامل مع هذه المواد السامة.

## النفايات البلاستيكية
تعد تجارة النفايات البلاستيكية السبب الرئيسي للفضلات البحرية.  غالبًا ما تفتقر البلدان التي تستورد نفايات البلاستيك إلى القدرة على معالجة جميع المواد. ونتيجة لذلك، فرضت الأمم المتحدة حظراً على تجارة النفايات البلاستيكية إلا إذا كانت تفي بمعايير معينة. 

## آثار تجارة النفايات العالمية
كان لتجارة النفايات العالمية آثار سلبية على الكثير من الناس، وخاصة في الدول النامية الفقيرة. غالبًا ما لا تمتلك هذه البلدان عمليات أو منشآت لإعادة التدوير آمنة، ويقوم الأشخاص بمعالجة النفايات السامة بأيديهم العارية.  غالبًا ما لا يتم التخلص من النفايات الخطرة أو معالجتها بشكل صحيح، مما يؤدي إلى تسمم البيئة المحيطة وينتج عنه المرض والوفاة عند الأشخاص والحيوانات. عانى الكثير من الناس من أمراض أو موت بسبب الطريقة غير الآمنة التي يتم بها التعامل مع هذه النفايات الخطرة.

### التأثيرات على البيئة
إن تجارة النفايات الخطرة لها آثار كارثية على البيئة والنظم الإيكولوجية الطبيعية. تكشف دراسات مختلفة كيف أن تجمعات الملوثات العضوية الثابتة سممت المناطق المحيطة بمواقع المكبات، مما أسفر عن مقتل العديد من الطيور والأسماك وغيرها من الحيوانات البرية.  توجد تركيزات كيميائية للمعادن الثقيلة في الهواء والماء والتربة والرواسب داخل وحول مناطق التفريغ السامة هذه، ومستويات تركيز المعادن الثقيلة في هذه المناطق مرتفعة للغاية وسامة.

### الآثار المترتبة على صحة الإنسان
إن تجارة النفايات الخطرة لها آثار ضارة خطيرة على صحة البشر. قد يكون الأشخاص الذين يعيشون في البلدان النامية أكثر عرضة للآثار الخطيرة لتجارة النفايات الخطرة ، وبشكل خاص معرضون لخطر تطوير المشاكل الصحية.  إن طرق التخلص من هذه النفايات السامة في البلدان النامية تعرض عامة السكان (بما في ذلك الأجيال القادمة) للمواد الكيميائية شديدة السمية. غالبًا ما يتم التخلص من هذه النفايات السامة في مكبات النفايات المفتوحة أو حرقها في محارق أو في عمليات خطيرة أخرى. لا يرتدي العمال سوى القليل أو لا يرتدون ملابس واقية عند معالجة هذه المواد الكيميائية السامة ، ويتعرضون لهذه السموم من خلال الاتصال المباشر ، والاستنشاق ، والتلامس مع التربة والغبار ، وكذلك المدخول عن طريق الفم من المواد الغذائية ومياه الشرب المنتجة محليًا الملوثة.  المشاكل الصحية الناجمة عن هذه النفايات الخطرة تؤثر على البشر عن طريق التسبب في السرطان، ومرض السكري، وتغيرات في التوازنات الكيميائية العصبية، والاضطرابات الهرمونية من الغدد الصماء، تغييرات الجلد، والعصبية، وتلف الكلى، وتلف الكبد، أمراض العظام، وانتفاخ الرئة وغيرها من الأمراض المميتة. إن التخلص غير السليم من هذه النفايات الخطرة يخلق مشاكل صحية قاتلة ، ويشكل خطراً كبيراً على الصحة العامة.

## الاستجابات الدولية لقضايا تجارة النفايات العالمية
كانت هناك ردود دولية مختلفة على المشاكل المرتبطة بالتجارة العالمية في النفايات ومحاولات متعددة لتنظيمها لأكثر من ثلاثين عامًا. ثبت أن من الصعب تنظيم تجارة النفايات الخطرة حيث يوجد الكثير من النفايات المتداولة ، وغالباً ما يكون من الصعب إنفاذ القوانين. علاوة على ذلك ، غالبًا ما توجد ثغرات كبيرة في هذه الاتفاقات الدولية التي تسمح للبلدان والشركات بإلقاء النفايات الخطرة بطرق خطيرة. وأبرز محاولة لتنظيم تجارة النفايات الخطرة كانت اتفاقية بازل.

### المعاهدات الدولية والقانون التجاري ذي الصلة

#### اتفاقية بازل
اتفاقية بازل بشأن التحكم في نقل النفايات الخطرة والتخلص منها عبر الحدود ، والمعروفة عادة باسم اتفاقية بازل ، هي معاهدة دولية تلعب دوراً حاسماً في تنظيم حركة النفايات الخطرة . تأسست اتفاقية بازل في عام 1989 كمحاولة لتنظيم تجارة النفايات الخطرة ، وتحديداً لمنع إلقاء النفايات الخطرة من البلدان الأكثر تقدماً إلى البلدان الأقل نمواً.  تم تطوير اتفاقية بازل في أعقاب سلسلة من الحالات البارزة التي تم فيها إلقاء كميات كبيرة من النفايات السامة على البلدان الأقل نمواً ، مما سمم الناس والبيئة. تسعى الاتفاقية إلى الحد من إنشاء النفايات الخطرة ، والسيطرة على تجارتها والحد منها عبر الحدود.
تم فتح الاتفاقية للتوقيع في 22 مارس 1989، ودخلت حيز النفاذ رسميًا في 5 مايو 1992.  اعتبارًا من مايو 2014، أصبحت 180 دولة والاتحاد الأوروبي أطرافًا في الاتفاقية.  وقعت هايتي والولايات المتحدة على الاتفاقية ولكن لم تصدقا عليها.

#### الشبكة البيئية لتحسين الامتثال التنظيمي بشأن الاتجار غير المشروع (ENFORCE)
هي وكالة دولية يعمل بها خبراء مختصون لتعزيز الامتثال لاتفاقية بازل. تم إنشاؤها للتعامل مع القضايا العابرة للحدود للتجارة الدولية للنفايات الخطرة. نظرًا لأن مسألة التجارة الدولية للنفايات الخطرة تعبر العديد من الحدود وتؤثر على العديد من الدول ، فقد كان من المهم أن تكون هناك منظمة متعددة الجنسيات متعددة الأطراف ترأس هذه الشؤون. يضم أعضاء ENFORCE ممثلًا واحدًا من كل من مناطق الأمم المتحدة الخمس الأطراف في الاتفاقية ، بالإضافة إلى خمسة ممثلين من المراكز الإقليمية والتنسيقية لاتفاقية بازل ، بناءً على التمثيل الجغرافي العادل. أعضاء المنظمات مثل برنامج الأمم المتحدة للبيئة (UNEP)، المنظمة الدولية للشرطة الجنائية (INTERPOL)، المنظمات غير الحكومية التي تعمل على منع ووقف الاتجار غير المشروع مثل شبكة عمل بازل (BAN)، والعديد من المنظمات الأخرى مؤهلة أيضًا لأن تصبح أعضاء من القوة.

#### بروتوكول المسؤولية والتعويض
في عام 1999، أقرت اتفاقية بازل بروتوكول المسؤولية والتعويض الذي سعى إلى تحسين التدابير التنظيمية وحماية الناس بشكل أفضل من النفايات الخطرة. يحاول بروتوكول المسؤولية والتعويض «تعيين إجراءات مناسبة للمسؤولية عندما تؤدي عمليات نقل النفايات الخطرة عبر الحدود إلى أضرار على صحة الإنسان والبيئة». البروتوكول «يفرض مسؤولية صارمة عن الأضرار في المواقف التي تنطوي على أطراف في اتفاقية بازل ، ولكن فقط أثناء الاحتفاظ بالسيطرة على النفايات الخطرة من خلال كياناتها المبلغة أو المنقولة أو التي تتخلص منها.» وهي تسعى إلى تنظيم وضمان امتثال الدول والشركات لقوانين اتفاقية بازل. ومع ذلك ، يظل هذا البروتوكول غير موقَّع من قِبل معظم البلدان ، وبالتالي فإن تطبيقه محدود.

#### اتفاقية لومي الرابعة واتفاق كوتونو
في محاولة لحماية أنفسهم من إلقاء النفايات الخطرة غير العادل ، وقعت دول إفريقيا ومنطقة البحر الكاريبي والمحيط الهادئ على اتفاقية لومي الرابعة ، وهي ملحق لاتفاقية بازل وتحظر «تصدير النفايات الخطرة من المجتمع الأوروبي إلى دول ACP.»  هذه الاتفاقية هي محاولة من جانب البلدان النامية لحماية نفسها من الدول الغربية التي تقوم بتصدير نفاياتها إلى الدول الفقيرة من خلال تجارة النفايات الخطرة. عندما انتهت اتفاقية لومي الرابعة في عام 2000، دخلت دول أفريقيا والكاريبي والمحيط الهادئ في اتفاقية جديدة تعرف باسم اتفاقية كوتونو ، والتي «تعترف بوجود مخاطر غير متناسبة في البلدان النامية وترغب في الحماية من شحنات النفايات الخطرة غير الملائمة لهذه البلدان .»

#### اتفاقية باماكو
في عام 1991، اجتمعت عدة دول نامية في إفريقيا لمناقشة عدم رضاهم عن اتفاقية بازل في تنظيم إلقاء النفايات الخطرة على بلدانهم ، وصممت حظراً على استيراد النفايات الخطرة إلى بلدانها التي تسمى اتفاقية باماكو. تختلف اتفاقية باماكو عن اتفاقية بازل من حيث أن باماكو «تحظر بشكل أساسي استيراد جميع النفايات الخطرة المتولدة خارج منظمة الوحدة الأفريقية (OAU) [منظمة الوحدة الأفريقية] للتخلص منها أو إعادة تدويرها وتعتبر أي استيراد من غير طرف غير قانوني تصرف».  ومع ذلك ، لم تتمكن هذه البلدان من تنفيذ أحكام الاتفاقية بفعالية ولم تستطع منع تفريغ النفايات السامة بسبب محدودية الموارد وعدم وجود إنفاذ قوي. لذلك ، كان تطبيق اتفاقية باماكو محدودا للغاية.

### نقد هذه الردود
تقول لورا برات ، الخبيرة في تجارة النفايات الخطرة ، أنه على الرغم من المحاولات المحلية والدولية لتنظيم تجارة النفايات الخطرة ، فإن "الاتفاقات الدولية الحالية ، سواء الاتفاقيات الواسعة النطاق والملزمة قانونًا وجداول الأعمال المخصصة بين مجموعات أصغر من البلدان ، لم تفعل ذلك" كان ناجحًا في القضاء على استعمار النفايات السامة كما كان يأمل المؤيدون ".  وتشرح أن هناك ثغرات مختلفة في النظام الحالي تسمح بمواصلة إلقاء النفايات السامة ، والاستعمار السام يذهب دون رادع. تتضمن بعض مشكلات هذه الاتفاقيات الدولية استمرار الشحنات غير القانونية وتعريفات غير واضحة للمصطلحات.

#### الشحنات الاحتيالية والإخفاء
يشرح برات أنه على الرغم من محاولات تنظيم الإغراق غير القانوني ، «يتم نقل النفايات الخطرة قبل عشرين يومًا بموجب تصاريح أو رشاوى أو ملصقات غير لائقة ، أو حتى ذريعة» إعادة التدوير «، وهو اتجاه متزايد.»  غالبًا ما تصدر الشركات نفاياتها الخطرة إلى الدول الأكثر فقراً من خلال التهريب غير القانوني.  تعطلت محاولات تنظيم هذا السوق بسبب الافتقار إلى القدرة على مراقبة التجارة ، حيث أن العديد من البلدان ليس لديها أي هيئات تشريعية موثوقة لمنع أو معاقبة الاتجار غير المشروع في النفايات الخطرة. علاوة على ذلك ، يوضح برات أنه بدون وجود طرق دولية منسقة لفرض اللوائح ، يصعب للغاية على البلدان «التحكم في الاتجار غير المشروع في النفايات الخطرة ، بسبب التباين بين موارد الإنفاذ وتوحيد اللوائح». لا تزال الدول النامية تتحمل العبء الأكبر لهذا النشاط غير القانوني ، وغالبًا ما لا تملك الموارد أو القدرة على حماية نفسها.

#### مشاكل مع التعريفات القانونية
هناك مشكلة أخرى تتعلق باتفاقية بازل والاتفاقات الدولية الأخرى لتنظيم تجارة النفايات وهي صعوبة وضع تعريفات واضحة وموحدة فيما يتعلق بالنفايات. هذه التعريفات الواسعة والغامضة للغاية تسبب مشاكل في الاتفاقيات الدولية ، لأن الأطراف المختلفة تفسر لغة الاتفاقيات بشكل مختلف وبالتالي تتصرف وفقًا لذلك. على سبيل المثال ، «عدم وجود تمييز بين» النفايات «و» المنتجات «في الاتفاقية ومعاييرها الغامضة لـ» الخطرة «سمحت باستمرار تصدير» النفايات الخطرة «تحت عنوان السلع أو المواد الخام ، على الرغم من حقيقة أن هذه النفايات لا تزال تشكل مخاطر بيئية وصحية على البلدان النامية.» 